# Miakinino (métro de Moscou)
Miakinino (en russe : Мяки́нино et en anglais : Myakinino) est une station de la ligne Arbatsko-Pokrovskaïa (ligne 3 bleue) du métro de Moscou. Elle est située sur le territoire de la ville Krasnogorsk dans l'Oblast de Moscou.

## Situation sur le réseau
Établie en surface au niveau du sol, la station Miakinino est située au point 253+34 de la ligne Arbatsko-Pokrovskaïa (ligne 3 bleue), entre les stations Stroguino (en direction de Chtchiolkovskaïa), et Volokolamskaïa (en direction de Piatnitskoïe chosse).
En direction de Volokolamskaïa, la ligne franchit la Moskova, par un pont, avant de poursuivre de nouveau en souterrain.

## Histoire
La station Miakinino est mise en service le 26 décembre 2009, lors de l'ouverture à l'exploitation du prolongement entre Stroguino à Mitino.